# Doin' It Right
Doin' It Right è un singolo del gruppo musicale francese Daft Punk, pubblicato il 3 settembre 2013 come terzo estratto dal quarto album in studio Random Access Memories.

## Descrizione
Ultima traccia composta per l'album, il brano ha visto la partecipazione vocale di Panda Bear.

## Tracce
Testi e musiche di Thomas Bangalter, Guy-Manuel de Homem-Christo e Noah Lennox.
1. Doin' It Right – 4:11

## Formazione
- Daft Punk – arrangiamenti, voce, sintetizzatore modulare, produzione
- Panda Bear – voce
- Peter Franco – registrazione, assistenza missaggio
- Mick Guzauski – registrazione, missaggio
- Florian Lagatta – registrazione
- Daniel Lerner – ingegneria audio digitale
- Seth Waldmann – assistenza missaggio, assistenza registrazione
- Cory Brice – assistenza registrazione
- Nicolas Essig – assistenza registrazione
- Eric Eylands – assistenza registrazione
- Derek Karlquist – assistenza registrazione
- Miguel Lara – assistenza registrazione
- Mike Larson – assistenza registrazione
- Kevin Mills – assistenza registrazione
- Charlie Pakkari – assistenza registrazione
- Bill Rahko – assistenza registrazione
- Kyle Stevens – assistenza registrazione
- Doug Tyo – assistenza registrazione
- Eric Weaver – assistenza registrazione
- Alana Da Fonseca – registrazione aggiuntiva
- Phil Joly – registrazione aggiuntiva
- Bob Ludwig – mastering